# Caledoniscincus aquilonius
Caledoniscincus aquilonius är en ödleart som beskrevs av  Ross A. Sadlier BAUER och COLGAN 1999. Caledoniscincus aquilonius ingår i släktet Caledoniscincus och familjen skinkar. IUCN kategoriserar arten globalt som nära hotad. Inga underarter finns listade.